# Regina Beach
Regina Beach est une station balnéaire canadienne du centre-sud de la Saskatchewan, située à l'extrémité sud du lac de la Dernière-Montagne. Elle se trouve au cœur d'une petite agglomération d'environ 2 000 habitants. Elle se développe à partir de 1912, avec la création d'une voie ferrée en provenance de Régina. Regina Beach, à 500 m d'altitude, connaît un climat continental sub-humide.

## Géographie
La route 54 la relie à la route 11 ( voie rapide entre Saskatoon à Régina)  et à la vallée de la Qu'Appelle. Les villes de Régina et Regina Beach sont distantes de 54 km.
Regina Beach borde la rive sud du lac de la Dernière-Montagne, à son extrémité sud-est.  Elle s'étage entre 490 m en bordure de lac et 540 m d'altitude sur le plateau. C'est une station balnéaire active en été. La ville est au cœur d'une petite agglomération qui comprend : à l'est de la 16e rue, Buena Vista et le village de la réserve indienne du lac de la Dernière-Montagne à l'ouest. Environ 5,6 km au sud de la ville, dans la municipalité rurale de Lumsden n° 189, se trouve l'aéroport de Regina Beach.

## Histoire
Dès les années 1880, les pionniers s'aventurent dans cette région. En 1912, Régina est reliée par voie ferrée à Regina Beach par le Canadien Pacifique, elle devient un lieu de villégiature. En 1913 est créé le Regina Yacht Club et en 1920 la localité est érigée en municipalité avec le statut de village. Le service passager de la ligne de chemin de fer s'arrête dans les années soixante, avec le développement du trafic routier. En 1980, à la suite de l'augmentation de la population, le village est érigé en ville.

## Tourisme

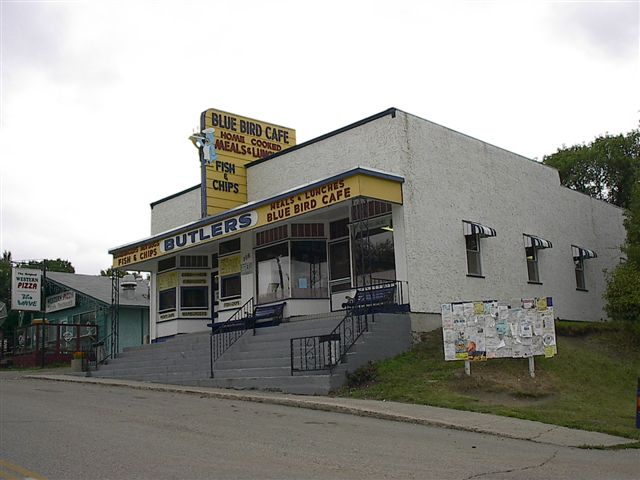
Un restaurant.

Le site récréatif de Regina Beach, géré par l'organisme provincial Saskatchewan Parks, se situe en front de lac. Il offre outre sa plage, des aires de pic-nique, de jeux, des sentiers de randonnées, une cale de mise à l'eau.
La marina est gérée par le Regina Beach Yacht Club, association fondée en 1913. Un mini-parc de loisirs aquatiques : le Regina Beach Water Park propose des structures gonflables flottantes pour les enfants,.
Le Regina Beach Golf Club dispose d'un parcours de golf de 9 trous ouvert en 1969. Il longe le côté sud de la ville et comprend un restaurant et un salon. La longueur totale du parcours est de 3120 m

## Éducation
Jusqu'en 1989, les élèves de Regina Beach sont transportés par autobus jusqu'à Lumsden, à proximité. La ville ouvre sa propre école primaire (de la maternelle à la 8e année).

## Démographie
Au recensement de 2021, la population de la municipalité atteint 1 292 habitants occupant 623 des 957 logements privés. La population augmente de 12,8% par rapport au dernier recensement de 2016, date à laquelle à 1 145. Avec une superficie de 3,88 km² la densité s'élève à 333 habitants/km².
| Recensements              | 2021                       | 2011                       |
| Population                | 1 292 (+12.8% depuis 2016) | 1 081 (-10.7% depuis 2006) |
| Superficie                | 3.88 km2                   | 3.88 km2                   |
| Densité                   | 332.7 hab./km2             | 278.5 hab./km2             |
| Âge médian                | 49.6 (H: 50.4, F: 49.6)    | 49.7 (H: 51.3, F: 48.4)    |
| Logements privés          | 625 (total)                | 970 (total)                |
| Revenu médian des ménages | 55 200 $                   |                            |